# ニューヨークセントラル鉄道Jクラス蒸気機関車
ニューヨーク・セントラル鉄道Jクラス蒸気機関車（ニューヨーク・セントラルてつどうJクラスじょうききかんしゃ）は、ニューヨーク・セントラル鉄道(NYC)が製造した蒸気機関車。特にJ3はその流線形の姿で名が知れていた。

## 概要
NYCはペンシルベニア鉄道と覇権をめぐって競い合っていた。両社は車輪配置 4-6-2（パシフィック）のK4型とアメリカン・ロコモティブ製パシフィック機で互いに競い合っていたが、車高がアメリカの鉄道会社の中で一番小さいNYCにとってそれ以上大きくするのには無理があった。
そこでNYCは関連会社のボストン・オルバニー鉄道で車輪配置 2-8-4（バークシャー）を採用した蒸気機関車に注目し、同鉄道の機械技師長 (Chief Mechanical Engineer, CME)ポール・W・キーファーの提案でその機関車で使用されている2軸従台車をパシフィック機に取り付けるという案を考えた。

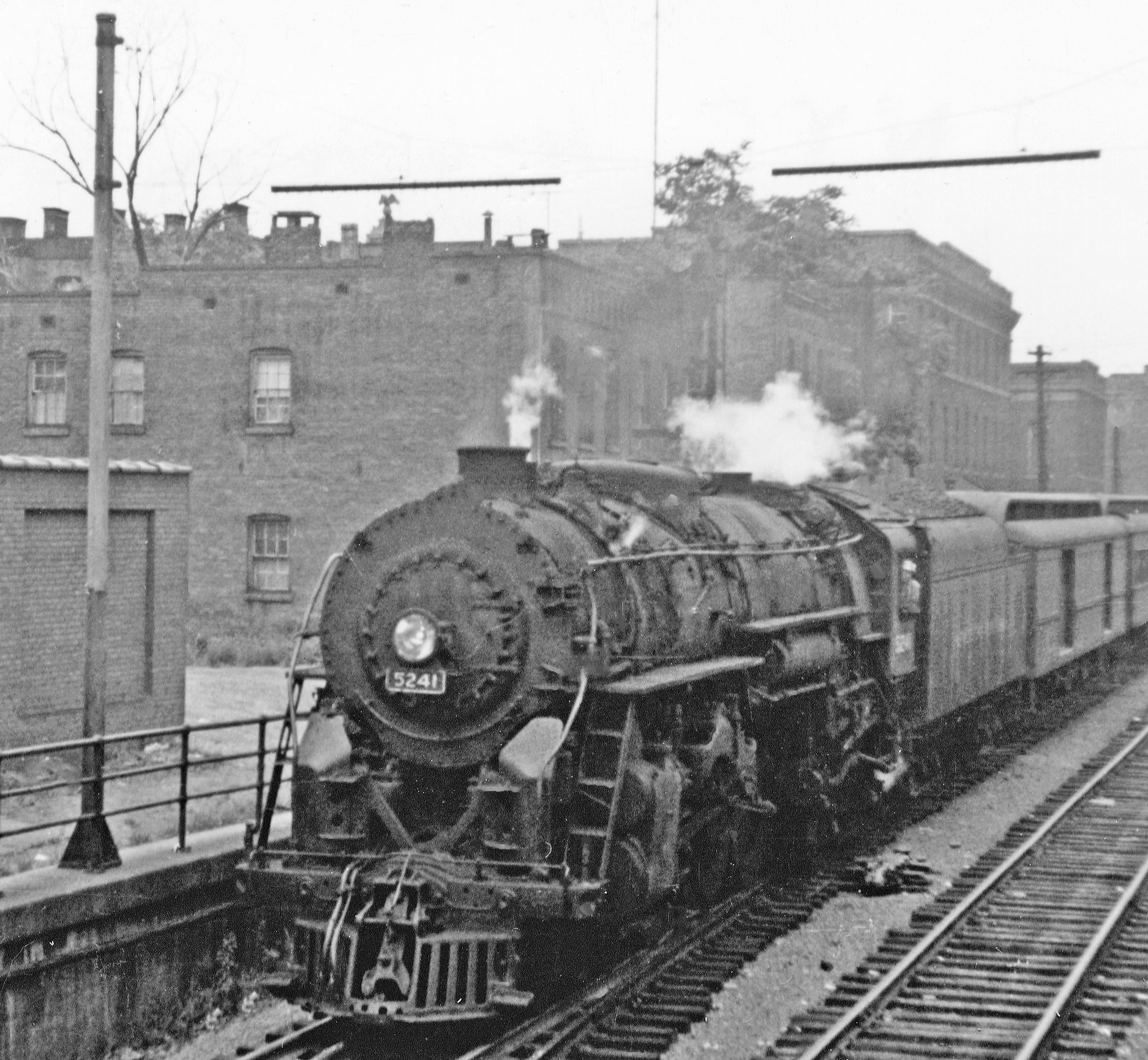
J1-bクラス蒸気機関車

1927年のバレンタインデーに完成したJ-1aはアメリカで最初の車輪配置 4-6-4（ハドソン）式蒸気機関車になった。約2メートルの動輪で重量254トン、火室面積7.6平方メートルの機関車は、北米の4-6-4式機関車の6割を占めた（NYCの関連会社保有機を含む）。
J-1は弁装置をワルシャート式からベーカー式に切り替えるなどの小改造を施され、145両が製造された。
J-2は前記のボストン・オルバニー鉄道向けに動輪直径を7センチ小さくし、炭水車も小型化した。

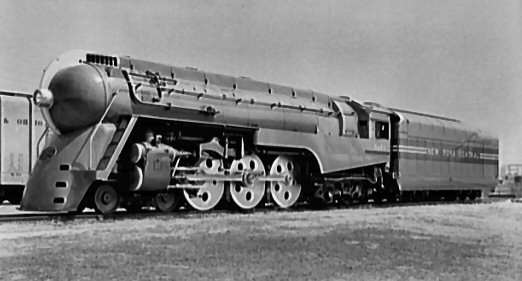
ニューヨーク万国博覧会に展示されたJ-3クラス蒸気機関車
20世紀特急の牽引に使用された

しかし特に名が知られたのは1937年に大改良を受けて登場したJ-3である。この機関車は燃焼室を組み込み、缶胴の火室前方を太くして蒸気面積を拡大。ボイラー圧はJ-1の15.8気圧から19.3気圧に引き上げられた。
それにもかかわらず重量はJ-1に比べてわずか4.5トンしか変わらなかった。これはシリンダーと一体のフレームにボックス動輪（一部はスカリン型ディスク動輪）、車輪すべてに転がり軸受を取り付けたことに加え、ロッドやピストンなどの中空化や軽合金化でハンマーブローを低減したためである。
その性能はJ-1が牽引重量1130トンで95キロ走った時に比べ、J-3は牽引重量1640トンで96キロ走りぬいた。

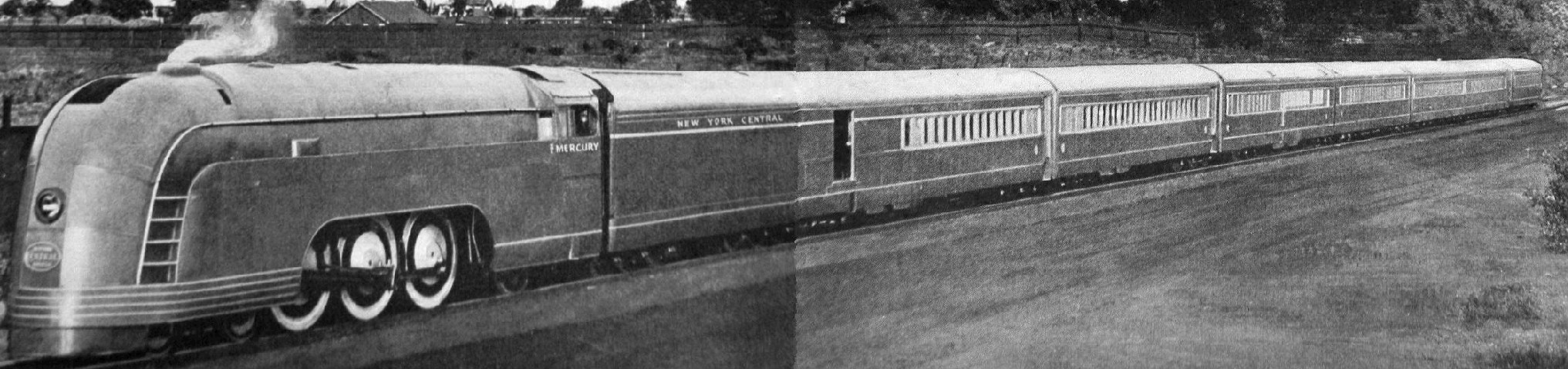
マーキュリー特急

NYCの看板列車20世紀特急は、クラスJ投入前には所要時間20時間、J-1で18時間だったところ、J-3では16時間に短縮された。J-3はヘンリー・ドレイファスが設計した流線型の姿ともに20世紀特急の顔となった。更にマーキュリー特急ではJ-3にカバーを取り付けた機関車が充当された。

## その後
現役時代の華やか活躍に対し、この機関車を含むNYCの蒸気機関車群は奇跡的に残された2両を除いて全て解体され現存しない。諸事からなる無煙化の急速な推進、当時の経営幹部であったアルフレッド・パールマンが蒸気機関車の保存に全く賛同しなかったのが原因であった。なお、J-2形5313号機のテンダーが暖房車として改造転用され、その後ペンシルバニア州スクラントンの国定史跡に静態保存され、現在もそこで見ることができる。